# 磁州
磁州（じしゅう）は、中国にかつて存在した州。唐代から民国初年にかけて、現在の河北省邯鄲市西部に設置された。

## 概要
590年（開皇10年）、隋により滏陽県に設置された礠州を前身とする。606年（大業2年）に礠州は廃止され、その管轄県は相州に移管された。607年（大業3年）、相州は魏郡と改称された。
618年（武徳元年）、唐により隋の魏郡滏陽県の地に磁州が置かれた。磁州は滏陽・臨水・成安の3県を管轄した。621年（武徳4年）、洺州の臨洺・邯鄲・武安・肥郷の4県が分割されて、磁州に編入された。623年（武徳6年）、磁州総管府が置かれ、磁州・邢州・洺州・黎州・相州・衛州の6州を管轄した。同年のうちに磁州総管府は廃止され、臨洺・武安・肥郷の3県は洺州に移管された。627年（貞観元年）、磁州は廃止され、滏陽・成安の2県は相州に、邯鄲県は洺州に移管された。765年（永泰元年）、昭義軍節度使の薛嵩の請願により、滏陽県に再び磁州が置かれ、臨水県は昭義県と改称された。磁州は河北道に属し、滏陽・邯鄲・武安・昭義の4県を管轄した。
北宋のとき、磁州は河北西路に属し、滏陽・邯鄲・武安の3県を管轄した。
金のとき、磁州は河北西路に属し、滏陽・武安・邯鄲の3県と台城・観城・昭徳・臨水・固・大趙・北陽・邑城の8鎮を管轄した。
元のとき、磁州は広平路に属し、滏陽・武安・邯鄲・成安の4県を管轄した。後に磁州は廃止された。
1368年（洪武元年）、明により磁州が再び置かれ、広平府に属した。1369年（洪武2年）、磁州は彰徳府に転属した。磁州は武安・渉の2県を管轄した。
1726年（雍正4年）、清により磁州は広平府に転属した。磁州は属県を持たない散州となった。
1913年、中華民国により磁州は廃止され、磁県と改められた。